# Второй канал авторской песни
Второй канал авторской песни — российское общественное объединение, зародившееся в середине 1990-х в рамках движения авторской песни. Поначалу объединение называлось «Второй канал Грушинского фестиваля» и ставило целью создать альтернативу основному направлению Самарского песенного фестиваля памяти В. Грушина, в котором, по мнению организаторов «Второго канала», наблюдались засилие коммерции и попсы, утрата основных принципов, лежащих в основе жанра авторской песни.
Второй канал Грушинского фестиваля возник в 1995 г. Одним из его организаторов и главных идеологов был Владимир Ланцберг. «Второй канал» занимался проведением концертов, фестивалей и слётов, поиском и поддержкой молодых неординарных поэтов, а также авторов и исполнителей авторской песни.

Фестиваль "2 канал АП" под Серпуховым

С 2003 года «Второй канал» перестал работать на фестивале имени Валерия Грушина, и стал самостоятельным фестивалем «Второй канал авторской песни». Фестиваль ежегодно (с 2003 г. по 2008 г.) проводился на берегу р.Нары, в окрестностях деревни Тверитино Серпуховского района Московской области. В разные годы его посещало от 1000 до 2500 любителей авторской песни, из них от 110 до160 человек участвовало в конкурсе.
В рамках фестиваля проводился детский трудовой и творческий лагерь «Летняя детская поющая республика».
В 2009-2009 годах фестиваль не проводился. C 2011 года та же команда организаторов начала проводить другой фестиваль: «Фестиваль-бенефис». Он наследует многие традиции своего предшественника, фестиваля «Второй канал авторской песни», но построен на основе другой концепции и имеет другие цели. «Фестиваль-бенефис» имеет свой сайт: http://www.benefest.ru Архивная копия от 15 января 2016 на Wayback Machine 